# تينيسي تايتانز
تينيسي تايتانز (بالإنجليزية: Tennessee Titans)‏ هو فريق كرة قدم أمريكية من مدينة ناشفيل عاصمة ولاية تينيسي بالولايات المتحدة. يلعب النادي بالدوري الوطني لكرة القدم الأمريكية بصفته عضواََ في القسم الجنوبي من اتحاد كرة القدم الأمريكية، وقد عُرف سابقاََ باسم هيوستن أويلرز. بدأ الفريق مشوار اللعب سنة 1960 بهيوستن، تكساس كعضو في بطولة كرة القدم الأمريكية بحيث فاز بأول بطولتي كرة قَدم أمريكية، ثم انضم إلى البطولة الوطنية لكرة القدم الأمريكية كجزء من الاندماج الذي جمع البطولة الأمريكية لكرة القدم الأمريكية والبطولة الوطنية لكرة القدم الأمريكية سنة 1970.
انتقل النادي من هيوستون إلى تينيسي سنة 1997, ولعب بملعب ميمفيس التاريخي بميمفيس لمدة موسم واحد. غير الفريق موقعه إلى مدينة ناشفيل سنة 1998 واتخذ استاد فاندربيلت ملعباََ له. خلال هاتين السنتين، عُرف الفريق باسم «تينيسي أويلرز»، ثم غير إسمه إلى «تينيسي تايتنز» سنة 1999 ولعب بملعب إل بي فيلد بناشفيل، الذي تم افتتاحه عام 1999 تحت اسم «استاد أديلفيا». يتدرب «التايتانز» حاليا بمنتزه سانت توماس للألعاب الرياضية.